# Feniks
Feniks je v egipčanski mitologiji mistična ptica, ki je posvečena bogu Ozirisu. Feniks je tudi ptič okrevanja. Je ptica, ki je utelešenje Raaja in si vsakih 500 let zgradi gnezdo ter se sežge; iz njegovega pepela pa vzleti nov, pomlajen feniks. Po nekaterih virih naj bi imel zdravilne solze in sposobnost zdraviti poškodbe in rane, ki so mu jih zadali sovražniki. 